# 1160 w polityce

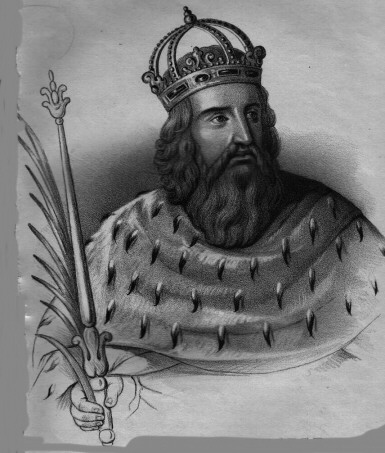
Eryk IX

Wydarzenia polityczne w 1160 roku.

## Zmarli
- Eryk IX, król Szwecji[1].